# サー・オリバー・フンパーディンク
サー・オリバー・フンパーディンク（Sir Oliver Humperdink、本名：John Jay Sutton、1949年1月16日 - 2011年3月20日）は、アメリカ合衆国のプロレスリング・マネージャー。ミネソタ州ミネアポリス出身。芸名である "Humperdink" の原音に近い表記は「ハンパーディンク」だが、本項では日本で定着している表記を使用する。
1970年代から1980年代にかけて、フロリダのCWFを中心にNWAの主要テリトリーで活躍。ハウス・オブ・フンパーディンク（The House of Humperdink）なるヒール軍団を組織し、悪徳マネージャーとして観客のブーイングを浴びた。キャリア末期は、WWFやWCWでも活動した。

## 来歴
少年時代からのプロレス・ファンであり、1965年に地元ミネアポリスの興行で会場の案内員を務めたことを機に業界入り。バーン・ガニアのAWAにて、雑用係のリングボーイやセキュリティ・ガードとなって働きつつ、ニック・ボックウィンクル、レイ・スティーブンス、パット・パターソン、ボビー・ヒーナン、ディック・ベイヤーなどプロレスラーとの人脈を築いた。
1973年、マッドドッグ・バションらが主宰していたカナダ・モントリオールのグランプリ・レスリングに活動の場を移し、レフェリーを経て、ブッチャー・バションの勧めでヒールのマネージャーに転向。特徴的な赤毛のため当初はレッド・サットン（Red Sutton）と名乗り、後にドン・ジャーディンの提案により、ハンプティ・ダンプティを思わせる体型であったことからサー・オリバー・フンパーディンク（Sir Oliver Humperdink）と改名。ジェリー・ブラウンとバディ・ロバーツのハリウッド・ブロンズのマネージャーとなり、ミッドサウスやフロリダ、ロサンゼルスなど各地を転戦した。
1976年にブロンズと別れ、エディ・グラハムの主宰するNWAフロリダ地区に定着。以降、スーパースター・ビリー・グラハム、オックス・ベーカー、アーニー・ラッド、イワン・コロフ、ザ・ファンクスなどのヒール勢をマネージメントして、同地区のヒーローだったダスティ・ローデスとの抗争を指揮した。1982年から1983年にかけては、ジム・クロケット・ジュニアの運営するNWAミッドアトランティック地区にて活動し、グレッグ・バレンタイン、ポール・ジョーンズ、ワンマン・ギャングらを担当。その後はフロリダに戻り、ケビン・サリバンと結託してローデスやブラックジャック・マリガンと抗争を展開した。
彼自身はレスラーではないが試合にも時折出場しており、フロリダでは1980年にプレイング・マネージャーのロード・アルフレッド・ヘイズと抗争。1987年2月24日にはバッドニュース・アレンからNWAフロリダ・ヘビー級王座を奪取している（1981年には、NWAセントラル・ステーツ地区でデューイ・ロバートソンを破りTV王座を獲得したともされている）。
1987年、長く主戦場としていたフロリダ地区がジム・クロケット・プロモーションズに買収されたことを機に、NWAを離れてWWFと契約。バンバン・ビガロのマネージャーとなり、共にベビーフェイスのポジションでハルク・ホーガンとも共闘した。WWFでは、リック・ルードと抗争していたポール・オーンドーフのマネージャーも務めている。
1988年にNWAへ復帰し、ヒールに戻ってサモアン・スワット・チーム（サムゥ&ファトゥ）などのマネージャーを担当。1990年代初頭のWCWでは、ビッグ・ダディ・ディンク（Big Daddy Dink）の名義でファビュラス・フリーバーズ（マイケル・ヘイズ&ジミー・ガービン）のローディーを演じた。しかし、彼はこのギミックに不満を持ち、当時のWCWの舞台裏における政治的な軋轢に疲弊したこともあり、1993年にプロレスリング・ビジネスから引退した。
2001年、大動脈弁の置換手術を受け心臓ペースメーカーを移植。その費用は、プロレス関係者のOB会であるカリフラワー・アレイ・クラブの有志によって集められ、彼に寄付された。
2011年3月20日、肺炎による合併症で死去。62歳没。

## 担当選手
- ハリウッド・ブロンズ
（ジェリー・ブラウン、バディ・ロバーツ）
- ロード・パトリック・ローチ
- スーパースター・ビリー・グラハム
- オックス・ベーカー
- ザ・スポイラー
- イワン・コロフ
- ミスター・サイトー
- ジョー・ルダック
- ジャック・グレイ
- アーニー・ラッド
- "バッド・バッド" レロイ・ブラウン
- スーパー・デストロイヤー
- バグジー・マグロー
- ニコライ・ボルコフ
- バロン・フォン・ラシク
- ドン・ムラコ
- スタンリー・レーン
- ドリー・ファンク・ジュニア
- テリー・ファンク
- ディック・スレーター
- アレックス・スミルノフ
- ザ・シーク
- ボビー・ジャガーズ
- R・T・タイラー
- ディック・マードック
- ハンス・シュローダー

- ケビン・サリバン
- ボブ・ループ
- ブルーザー・ブロディ
- ジン・アンダーソン
- ポール・ジョーンズ
- グレッグ・バレンタイン
- ワンマン・ギャング
- アブドーラ・ザ・ブッチャー
- チャボ・ゲレロ
- ヘクター・ゲレロ
- ロード・ヒューマンガス（英語版）
- ザ・ナイトメアー
- カリーム・モハメッド
- ハクソー・ヒギンズ
- マスクド・スーパースター
- バッドニュース・アレン
- ケンドー・ナガサキ
- ミスター・ポーゴ
- ホワイト・ニンジャ
- "マニアック" マット・ボーン
- ヘラクレス・ヘルナンデス
- バンバン・ビガロ
- ポール・オーンドーフ
- サモアン・スワット・チーム（英語版）
（サムゥ、ファトゥ）
- ファビュラス・フリーバーズ
（マイケル・ヘイズ、ジミー・ガービン）

## 獲得タイトル
チャンピオンシップ・レスリング・フロム・フロリダ
- NWAフロリダ・ヘビー級王座：1回[6]

セントラル・ステーツ・レスリング
- NWAセントラル・ステーツTV王座：1回[7]